# بطولة آسيا للشباب تحت 19 عاما 2014
كانت بطولة آسيا للشباب تحت 19 عاما 2014 النسخة الثامنة والثلاثون من المسابقة التي تجرى كل سنتين ويشرف على تنظيمها الاتحاد الآسيوي لكرة القدم للاعبين أعمارهم 19 وما دون. تم الموافقة على منح ميانمار حق استضافة المنافسات يوم 25 أبريل 2013. وأقيمت البطولة في الفترة ما بين 9 و23 أكتوبر 2014 على أن يتأهل أفضل أربعة فرق إلى كأس العالم تحت 20 سنة لكرة القدم 2015 في نيوزيلندا.
توج منتخب قطر باللقب بعد تغلبه على كوريا الشمالية 1–0.

## الملاعب
| يانغون                                                    | نايبيداو        |
| --------------------------------------------------------- | --------------- |
| ملعب توفونا                                               | ملعب وونا تيكدي |
| السعة: 32,000                                             | السعة: 30,000   |
|                                                           |                 |
| يانغون نايبيداوبطولة آسيا للشباب تحت 19 عاما 2014 (بورما) |                 |

## التصفيات
عقدت قرعة التصفيات يوم 26 أبريل 2013 في كوالالمبور، ماليزيا.

### الفرق المتأهلة
- أستراليا
- الصين
- إندونيسيا
- إيران
- العراق
- اليابان
- ميانمار (المضيف)
- عمان
- كوريا الشمالية
- قطر
- كوريا الجنوبية
- تايلاند
- الإمارات العربية المتحدة
- أوزبكستان
- فيتنام
- اليمن

## القرعة
عقدت قرعة المنافسة يوم 24 أبريل 2014 في يانغون، ميانمار.
| مستوى 1 (المضيف والأوائل)                     | مستوى 2                                     | مستوى 3                                          | مستوى 4                           |
| --------------------------------------------- | ------------------------------------------- | ------------------------------------------------ | --------------------------------- |
| ميانمار · كوريا الجنوبية · العراق · أوزبكستان | أستراليا · اليابان · إيران · كوريا الشمالية | الإمارات العربية المتحدة · تايلاند · الصين · قطر | إندونيسيا · عمان · فيتنام · اليمن |

## قوائم الفرق
يحق فقط لللاعبين الذين ولدوا في أو بعد 1 يناير 1995 اللعب في البطولة. يستطيع كل منتخب تسجيل 23 لاعب كحد أقصى (يجب أن يكون ثلاثة منهم حراس مرمى على الأقل).

## مرحلة المجموعات
تأهل أفضل فريقين من كل مجموعة إلى الدور ربع النهائي.
في حال تعادل فريقين أو أكثر بالنقاط بعد انتهاء مباريات المجموعة، تطبق المعايير التالية لتحديد المراتب.
1. أكبر عدد من النقاط التي تم إحرازها في مباريات المجموعة بين الفرق المعنية؛
2. فارق الأهداف الناتج عن مباريات المجموعة بين الفرق المعنية؛
3. أكبر عدد من الأهداف المسجلة في مباريات المجموعة بين الفرق المعنية؛
4. فارق الأهداف في جميع مباريات المجموعة؛
5. أكبر عدد من الأهداف المسجلة في كل مباريات المجموعة؛
6. ركلات الجزاء الترجيحية إذا كان التعادل بين فريقين فقط وعلى أرض الملعب؛
7. أقل نتيجة محتسبة وفقاً لعدد البطاقات الصفراء والحمراء التي تلقاها الفريق في مباريات المجموعة؛
8. سحب القرعة.

جميع الأوقات حسب التوقيت المحلي (ت ع م+6:30).

### المجموعة أ
| فريق    | لعب | ف | ت | خ | له | عليه | ف.أ | نقاط |
| ------- | --- | - | - | - | -- | ---- | --- | ---- |
| تايلاند | 3   | 2 | 0 | 1 | 5  | 6    | −1  | 6    |
| ميانمار | 3   | 1 | 1 | 1 | 3  | 2    | +1  | 4    |
| اليمن   | 3   | 1 | 1 | 1 | 3  | 3    | 0   | 4    |
| إيران   | 3   | 1 | 0 | 2 | 3  | 3    | 0   | 3    |

| إيران               | 1–2   | تايلاند                                     |
| ------------------- | ----- | ------------------------------------------- |
| أمير محمد مظلوم 15' | تقرير | تاناسيت سيريفالا 65' · تشينروب سامفاودي 82' |

| ميانمار | 0–0   | اليمن |
| ------- | ----- | ----- |
|         | تقرير |       |

| اليمن           | 1–0   | إيران |
| --------------- | ----- | ----- |
| أحمد السروري 6' | تقرير |       |

| تايلاند | 0–3   | ميانمار                               |
| ------- | ----- | ------------------------------------- |
|         | تقرير | نيين تشان أونغ 13'، 18' · أونغ تو 42' |

| ميانمار | 0–2   | إيران                          |
| ------- | ----- | ------------------------------ |
|         | تقرير | يوسف سيدي 56' · صادق محرمي 83' |

| تايلاند                             | 3–2   | اليمن                        |
| ----------------------------------- | ----- | ---------------------------- |
| باتيبان بينسيرمسوتسري 40'، 85'، 88' | تقرير | خالد حسين 1' · جهاد محمد 64' |

### المجموعة ب
| فريق                     | لعب | ف | ت | خ | له | عليه | ف.أ | نقاط |
| ------------------------ | --- | - | - | - | -- | ---- | --- | ---- |
| الإمارات العربية المتحدة | 3   | 1 | 2 | 0 | 7  | 4    | +3  | 5    |
| أوزبكستان                | 3   | 1 | 2 | 0 | 6  | 4    | +2  | 5    |
| أستراليا                 | 3   | 1 | 2 | 0 | 3  | 2    | +1  | 5    |
| إندونيسيا                | 3   | 0 | 0 | 3 | 2  | 8    | −6  | 0    |

| أوزبكستان                                                                     | 3–1   | إندونيسيا           |
| ----------------------------------------------------------------------------- | ----- | ------------------- |
| دوستونبيك خامداموف 18' · ذبيح الله أورينبويف 22' (ركل.) · أوتابيك شوكوروف 87' | تقرير | باولو سيتانغانغ 58' |

| أستراليا           | 1–1   | الإمارات العربية المتحدة |
| ------------------ | ----- | ------------------------ |
| براندون بوريلو 79' | تقرير | خلفان مبارك 85' (ركل.)   |

| إندونيسيا | 0–1   | أستراليا           |
| --------- | ----- | ------------------ |
|           | تقرير | جاوشوا سوتيريو 67' |

| الإمارات العربية المتحدة              | 2–2   | أوزبكستان                                     |
| ------------------------------------- | ----- | --------------------------------------------- |
| عبد الله غانم 25' · أحمد العطاس 90+3' | تقرير | إلدور شومورودوف 44' · ذبيح الله أورينبويف 53' |

| أوزبكستان               | 1–1   | أستراليا        |
| ----------------------- | ----- | --------------- |
| ذبيح الله أورينبويف 82' | تقرير | ستيفان ماوك 66' |

| الإمارات العربية المتحدة                                           | 4–1   | إندونيسيا             |
| ------------------------------------------------------------------ | ----- | --------------------- |
| محمد العكبري 11' · أحمد العطاس 22' · سعيد جاسم 50' · أحمد ربيع 79' | تقرير | محمد ديماس دراجاد 52' |

### المجموعة ج
| فريق           | لعب | ف | ت | خ | له | عليه | ف.أ | نقاط |
| -------------- | --- | - | - | - | -- | ---- | --- | ---- |
| اليابان        | 3   | 2 | 0 | 1 | 6  | 4    | +2  | 6    |
| الصين          | 3   | 1 | 2 | 0 | 3  | 2    | +1  | 5    |
| كوريا الجنوبية | 3   | 1 | 1 | 1 | 7  | 2    | +5  | 4    |
| فيتنام         | 3   | 0 | 1 | 2 | 2  | 10   | −8  | 1    |

| كوريا الجنوبية                                                                                           | 6–0   | فيتنام |
| --- | ----- | ------ |
| لي جونغ-بين 45' · كيم غون-هي 54'، 90+1' · شيم جي-هيوك 60' · هوانغ هي-تشان 66' (ركل.) · بايك سيونغ-هو 76' | تقرير |        |

| اليابان             | 1–2   | الصين                   |
| ------------------- | ----- | ----------------------- |
| تاكومي مينامينو 16' | تقرير | وي شيهاو 1' (ركل.)، 77' |

| فيتنام             | 1–3   | اليابان                                                                |
| ------------------ | ----- | ---------------------------------------------------------------------- |
| هوانغ تان تونغ 90' | تقرير | ماسايا أوكوغاوا 59' · شينوسوكي ناكاتاني 90+5' · يوسوكي إيديغوتشي 90+6' |

| الصين | 0–0   | كوريا الجنوبية |
| ----- | ----- | -------------- |
|       | تقرير |                |

| كوريا الجنوبية | 1–2   | اليابان                  |
| -------------- | ----- | ------------------------ |
| كيم غون-هي 29' | تقرير | تاكومي مينامينو 13'، 65' |

| الصين       | 1–1   | فيتنام             |
| ----------- | ----- | ------------------ |
| تانغ شي 88' | تقرير | هوانغ تان تونغ 20' |

### المجموعة د
| فريق           | لعب | ف | ت | خ | له | عليه | ف.أ | نقاط |
| -------------- | --- | - | - | - | -- | ---- | --- | ---- |
| قطر            | 3   | 2 | 1 | 0 | 6  | 2    | +4  | 7    |
| كوريا الشمالية | 3   | 1 | 1 | 1 | 4  | 5    | −1  | 4    |
| العراق         | 3   | 1 | 1 | 1 | 8  | 3    | +5  | 4    |
| عمان           | 3   | 0 | 1 | 2 | 1  | 9    | −8  | 1    |

| العراق                                                                                            | 6–0   | عمان |
| ------------------------------------------------------------------------------------------------- | ----- | ---- |
| عماد محسن 7'، 43' · علاء علي الشيادي 27' (هـ.ذ.) · شيركو كريم 74' · ليث تحسين 85' · أيمن حسين 89' | تقرير |      |

| كوريا الشمالية    | 1–3   | قطر                                                           |
| ----------------- | ----- | ------------------------------------------------------------- |
| جو كوانغ-ميونغ 5' | تقرير | أحمد السعدي 74' (ركل.) · المعز علي 79' · أكرم عفيف 86' (ركل.) |

| عمان            | 1–1   | كوريا الشمالية   |
| --------------- | ----- | ---------------- |
| مروان مبارك 72' | تقرير | سو جونغ-هيوك 90' |

| قطر             | 1–1   | العراق              |
| --------------- | ----- | ------------------- |
| أحمد السعدي 51' | تقرير | بشار رسن 39' (ركل.) |

| العراق               | 1–2   | كوريا الشمالية                       |
| -------------------- | ----- | ------------------------------------ |
| علاء علي مهاوي 90+3' | تقرير | جو كوانغ-ميونغ 50' · كيم يو-سونغ 63' |

| قطر                         | 2–0   | عمان |
| --------------------------- | ----- | ---- |
| أحمد السعدي 58' (ركل.)، 65' | تقرير |      |

## مرحلة خروج المغلوب
تم اللجوء في هذه المرحلة إلى الوقت الإضافي وركلات الجزاء الترجيحية لتحديد الفائز إذا لزم الأمر.
|  | ربع النهائي              | ربع النهائي    |                |   | نصف النهائي | نصف النهائي |  |  | النهائي | النهائي |
|  |                          |                |                |   |             |             |  |  |         |         |
|  | 17 أكتوبر 2014           |                |                |   |             |             |  |  |         |         |
|  |                          |                |                |   |             |             |  |  |         |         |
|  | تايلاند                  | 1              |                |   |             |             |  |  |         |         |
|  | تايلاند                  | 1              | 20 أكتوبر 2014 |   |             |             |  |  |         |         |
|  | أوزبكستان                | 2              |                |   |             |             |  |  |         |         |
|  | أوزبكستان                | 2              | أوزبكستان      | 0 |             |             |  |  |         |         |
|  | 17 أكتوبر 2014           |                | أوزبكستان      | 0 |             |             |  |  |         |         |
|  |                          |                | كوريا الشمالية | 5 |             |             |  |  |         |         |
|  | اليابان                  | 1 (4)          | كوريا الشمالية | 5 |             |             |  |  |         |         |
|  | اليابان                  | 1 (4)          | 23 أكتوبر 2014 |   |             |             |  |  |         |         |
|  | كوريا الشمالية (ج.)      | 1 (5)          |                |   |             |             |  |  |         |         |
|  | كوريا الشمالية (ج.)      | 1 (5)          | كوريا الشمالية | 0 |             |             |  |  |         |         |
|  | 17 أكتوبر 2014           |                | كوريا الشمالية | 0 |             |             |  |  |         |         |
|  |                          | قطر            | 1              |   |             |             |  |  |         |         |
|  | الإمارات العربية المتحدة | قطر            | 1              | 0 |             |             |  |  |         |         |
|  | الإمارات العربية المتحدة | 20 أكتوبر 2014 |                | 0 |             |             |  |  |         |         |
|  | ميانمار                  | 1              |                |   |             |             |  |  |         |         |
|  | ميانمار                  | 1              | ميانمار        | 2 |             |             |  |  |         |         |
|  | 17 أكتوبر 2014           |                | ميانمار        | 2 |             |             |  |  |         |         |
|  |                          |                | قطر (ب.و.إ.)   | 3 |             |             |  |  |         |         |
|  | قطر                      | 4              | قطر (ب.و.إ.)   | 3 |             |             |  |  |         |         |
|  | قطر                      | 4              |                |   |             |             |  |  |         |         |
|  | الصين                    | 2              |                |   |             |             |  |  |         |         |
|  | الصين                    | 2              |                |   |             |             |  |  |         |         |
|  |                          |                |                |   |             |             |  |  |         |         |

### ربع النهائي
| تايلاند              | 1–2   | أوزبكستان                   |
| -------------------- | ----- | --------------------------- |
| تشينروب سامفاودي 48' | تقرير | ذبيح الله أورينبويف 6'، 20' |

| الإمارات العربية المتحدة | 0–1   | ميانمار       |
| ------------------------ | ----- | ------------- |
|                          | تقرير | تان باينغ 53' |

| اليابان                                                                                | 1–1 (ب.و.إ.) | كوريا الشمالية                                                          |
| -------------------------------------------------------------------------------------- | ------------ | ----------------------------------------------------------------------- |
| تاكومي مينامينو 83' (ركل.)                                                             | تقرير        | كيم كوك-تشول 36'                                                        |
| ركلات الترجيح                                                                          |              |                                                                         |
| ريو موتشيزوكي · دايسوكي ساكاي · يوسوكي إيديغوتشي · شينوسوكي ناكاتاني · تاكومي مينامينو | 4–5          | كانغ نام-غوون · ري أون-تشول · مين هيو-سونغ · جون كوم-دونغ · جو سول-سونغ |

| قطر                                                                       | 4–2   | الصين                                 |
| ------------------------------------------------------------------------- | ----- | ------------------------------------- |
| أحمد السعدي 6' · أكرم عفيف 45+5' (ركل.) · أحمد معين 58' · المعز علي 90+6' | تقرير | غوي هونغ 54' · وي جينغزونغ 86' (ركل.) |

### نصف النهائي
| أوزبكستان | 0–5   | كوريا الشمالية                                                   |
| --------- | ----- | ---------------------------------------------------------------- |
|           | تقرير | جو كوانغ-ميونغ 5'، 39'، 63' · كيم يو-سونغ 70' · سو جونغ-هيوك 73' |

| ميانمار                          | 2–3 (ب.و.إ.) | قطر                                                    |
| -------------------------------- | ------------ | ------------------------------------------------------ |
| أونغ تو 62' · نيين تشان أونغ 64' | تقرير        | المعز علي 45+1' · أكرم عفيف 75' · سيرجين عبدو تيام 92' |

### النهائي
| كوريا الشمالية | 0–1   | قطر           |
| -------------- | ----- | ------------- |
|                | تقرير | أكرم عفيف 52' |

## الفائز
| فائز بطولة آسيا تحت 19 سنة لكرة القدم 2015 |
| ------------------------------------------ |
| · قطر · للمرة الأولى                       |

## الجوائز
| الجائز       | الفائز         |
| ------------ | -------------- |
| الهداف       | أحمد السعدي    |
| أفضل لاعب    | أحمد معين      |
| اللعب النظيف | كوريا الشمالية |

## مسجلي الأهداف
5 أهداف
- جو كوانغ-ميونغ
- أحمد السعدي
- ذبيح الله أورينبويف

4 أهداف
- تاكومي مينامينو
- أكرم عفيف

3 أهداف
- كيم غون-هي
- نيين تشان أونغ
- المعز علي
- باتيبان بينسيرمسوتسري

هدفين
- وي شيهاو
- عماد محسن
- كيم يو-سونغ
- سو جونغ-هيوك
- أونغ تو
- تشينروب سامفاودي
- أحمد العطاس
- هوانغ تان تونغ

هدف
- براندون بوريلو
- جاوشوا سوتيريو
- ستيفان ماوك
- غوي هونغ
- تانغ شي
- وي جينغزونغ
- محمد ديماس دراجات
- باولو سيتانغانغ
- أمير محمد مظلوم
- يوسف سيدي
- صادق محرمي
- أيمن حسين
- علاء علي مهاوي
- ليث تحسين
- شيركو كريم
- بشار رسن
- يوسوكي إيديغوتشي
- شينوسوكي ناكاتاني
- ماسايا أوكوغاوا
- كيم كوك-تشول
- بايك سيونغ-هو
- هوانغ هي-تشان
- لي جونغ-بين
- شيم جي-هيوك
- تان باينغ
- مروان مبارك
- أحمد معين
- سيرجين عبدو تيام
- تاناسيت سيريفالا
- محمد العكبري
- عبد الله غانم
- سعيد جاسم
- خلفان مبارك
- أحمد ربيع
- دوستونبيك خامداموف
- أوتابيك شوكوروف
- إلدور شومورودوف
- أحمد السروري
- خالد حسين
- جهاد محمد

هدف ذاتي
- علاء علي الشيادي (لعب ضد العراق)

## روابط خارجية
- الموقع الرسمي
، the-AFC.com